# 思想领袖
思想领袖（Thought leader） 被描述为在某特定领域被公认为权威的个人或公司。 
思想领袖是在某一特定领域具有专长的人，该行业的其他人会向其寻求指导。顾名思义，思想领袖带领其他人围绕一个特定主题进行思考。 

## 含义

### 成为专家
从思想领袖作为“专家”的角度来看，作为思想领袖就意味着要不断地回答目标受众在某一特定主题上的最大问题。思想领袖通常会应邀在公共活动、会议或网络研讨会上发言，与相关受众分享他们的见解。在1990年《华尔街日报》营销版的一篇文章中，帕特里克·莱利(Patrick Reilly)使用“思想领袖出版物”一词来指代《哈珀》(Harper’s)等杂志。 
在过去的十年里，营销人员对这一术语进行了复兴和重新设计。

## 对词汇和概念的批评
"思想领袖"这个词被一些作家认为是商业术语的一个恼人的例子。 雷丁大学亨利管理学院约翰·马德杰斯基声誉研究中心的凯文·莫尼（Kevin Money）和努诺·达·卡马拉（Nuno Da Camara）写道，这个短语的模糊性“什么是思想领导，什么不是思想领导”的模糊性导致了它在愤世嫉俗者中被称为“毫无意义的管理术语”。 一些作家，如《哈佛商业评论》的撰稿人多利·克拉克（Dorie Clark），在为这个短语辩护的同时，也同意“当人们称自己为思想领袖时是非常令人讨厌的，因为这听起来有点自大。”  《纽约时报》的专栏作家大卫·布鲁克斯（David Brooks）在2013年12月发表的题目为《思想领袖》的讽刺专栏中嘲笑了这个角色的生命周期。
2016年，帕特·凯利（Pat Kelly）在加拿大电视台的《就是这样》（This Is That）节目中模仿了这个词。在模仿TED演讲的讨论过程中，凯利引起了观众的回应，这些回应体现了他所说的效果，即运用众所周知的营销技巧，给人以博学演说家的印象。 

## 另请参阅
- 流行语
- 魅力权威
- 创意班
- 未来研究
- 意见领袖

## 进一步了解
- 丹尼斯·布罗索 (2014)，准备好成为思想领袖了吗？ （页面存档备份，存于） （威利/乔西·巴斯）
- Karin Frick、Detlef Guertler、Peter A. Gloor，(2013)， 《世界思想领袖的酷猎》 ，在 COINs13 会议上发表，智利，2013 年arXiv
- Myslewski, Rik（2009 年 11 月 25 日）。 “苹果超越谷歌成为英国‘思想领袖’ " （页面存档备份，存于） 。登记册。